# Marcel Brillouin
Marcel Brillouin (Melle, 19 dicembre 1854 – Parigi, 16 giugno 1948) è stato un fisico e matematico francese.

## Biografia
Nacque a Saint-Martin-lès-Melle, Deux-Sèvres, in Francia, suo padre era un pittore, che si trasferì in seguito a Parigi quando Marcel era ancora un ragazzo. Sempre a Parigi fece degli studi presso il Lycée Condorcet. Ritornarono nella sua città natale durante la guerra franco-prussiana del 1870 per sfuggire dai nemici prussiani. In questo periodo da solo, imparò filosofia, grazie ai libri di suo nonno. Dopo la guerra tornò a Parigi ed entrò nell'Ecole Normale Supérieure nel 1874 e si laureò nel 1878. Era diventato assistente del fisico Éleuthère Mascart (suo futuro suocero) presso la Collège de France. Brillouin svolse anche un altro lavoro presso l'università di Nancy, Digione e Tolosa prima di ritornare all'École normale supérieure a Parigi nel 1888. Successivamente fu professore di fisica matematica presso il Collège de France dal 1900 fino al suo ritiro nel 1931.
Nel 1911 fu uno dei soli sei fisici francesi invitati al primo Congresso Solvay. Ottenne il Prix La Caze nel 1912. Brillouin fu eletto presso l'Accademia delle scienze nel 1921. Era un ufficiale della Legione d'Onore.